# 米爾斯峰 (南喬治亞群島)
米爾斯峰（英語：Mills Peak），是南極洲的山峰，位於南喬治亞群島，處於巴夫半島北部，海拔高度625米，在1988年由英國南極名稱諮詢委員會命名，由英國海外領土管轄。